# Lydella cylindrica
Lydella cylindrica là một loài ruồi trong họ Tachinidae.